# Motore

Schema di un motore a vapore a tre cilindri.

Il motore è un dispositivo capace di trasformare una sorgente di energia, che può essere in forma chimica (in presenza di un combustibile), elettrica o termica, in un'energia meccanica o lavoro meccanico continui (i dispositivi capaci di questa trasformazione in modo impulsivo e discontinuo sono detti attuatori; muscoli piezoelettrici, elettrovalvole, relè ecc.), tipicamente impiegato in ambito applicativo con finalità di propulsione per veicoli di vario tipo.

## Storia

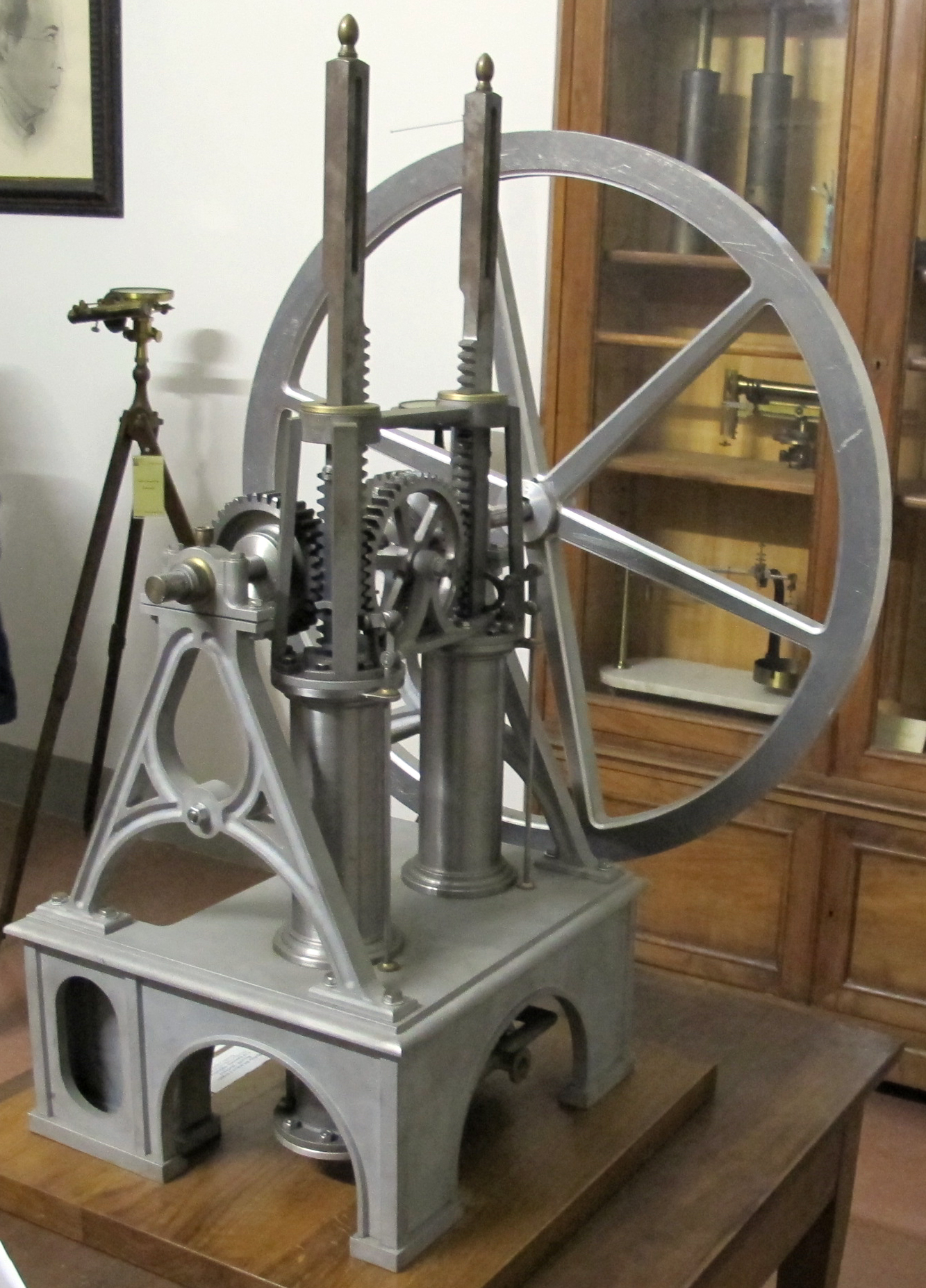
Antico Motore a combustione interna

Uno dei primi motori come viene inteso oggi fu la macchina a vapore, in cui viene prodotto del vapore d'acqua surriscaldato in una caldaia che poi, espandendosi in un cilindro, produce una spinta su un pistone. Tale moto, reso alternativo con altri accorgimenti meccanici, può essere trasferito a una ruota o ad un volano attraverso un meccanismo biella-manovella, in modo da rendere possibile il movimento del veicolo.
Nel corso del XIX secolo le navi a vapore sostituirono i velieri e verso la fine dello stesso secolo lo sviluppo del motore a combustione interna rese possibile il grande sviluppo dell'industria automobilistica e, in seguito, la nascita dell'industria aeronautica. Dopo la seconda guerra mondiale, l'impiego per il volo aeronautico richiese lo sviluppo dei motori a getto, mentre la nascita del volo spaziale permise il grande sviluppo dei motori a razzo e, in particolare del motore a razzo chimico. 
Negli ultimi anni, le esigenze del volo interplanetario stanno guidando la ricerca verso nuove soluzioni, in particolare nel campo dei motori a razzo a propulsione non chimica come le vele spaziali. Nel campo dei motori per applicazioni automobilistiche, la ricerca è invece fortemente orientata verso soluzioni che riducano i consumi e le emissioni di sostanze inquinanti nell'ambiente.

## Descrizione

### Definizione
In senso filosofico, un motore è l'ente che causa il movimento o il cambiamento di altri enti ad esso collegati: Aristotele parlava di "motore immobile", termine ripreso anche da altri filosofi, per indicare la causa prima dell'universo, cioè l'oggetto o il soggetto che (secondo la sua filosofia) stava al principio.
Il termine Motore è usato anche in informatica (motore grafico, motore di ricerca, motore database ecc...) per designare un programma che "trasforma" automaticamente e costantemente dei dati.
Più precisamente in informatica un motore è un programma che, nel corso del suo normale funzionamento:
1. non termina mai, a meno di problemi tecnici o che non venga deliberatamente arrestato;
2. elabora il suo output a partire da un insieme di dati e/o procedure predefiniti;
3. è pensato per essere usato da altri programmi e non direttamente da esseri umani

### Principi generali

Processo di combustione interna di un motore a combustione a quattro tempi (visibile cilindro, pistone, camera di combustione, iniettori e valvole)

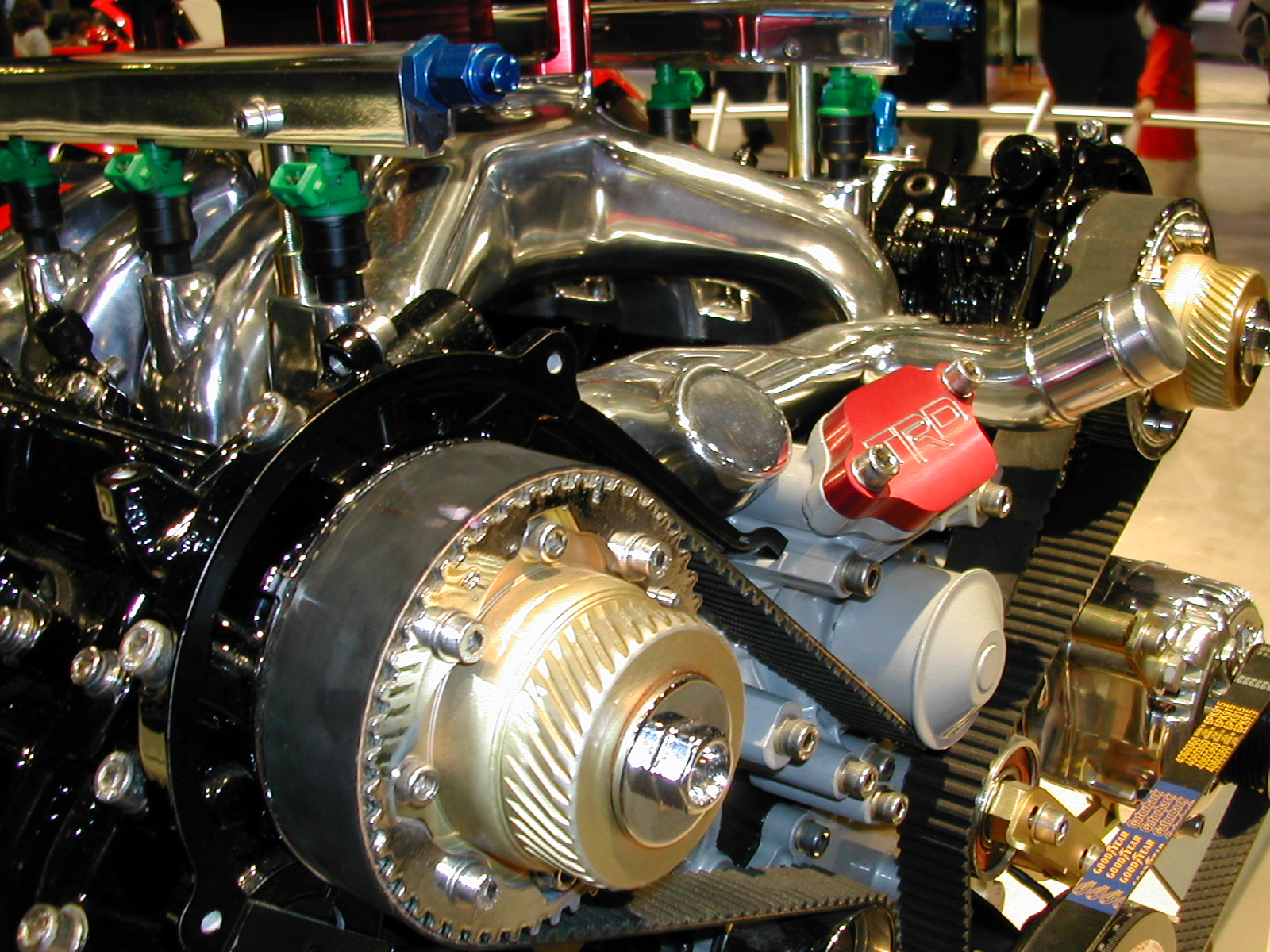
Motore moderno

Tutti i motori, di qualunque genere, sono soggetti alle leggi della conservazione dell'energia e al fatto che l'energia meccanica lungo il percorso si disperde per attrito e cessione di calore e dunque forniranno un lavoro totale minore dell'energia contenuta nel combustibile speso per il loro funzionamento; per esempio in termodinamica il rapporto fra il lavoro fornito e l'energia spesa da un particolare motore nel suo ciclo termodinamico è il suo rendimento lordo, comprendente la frazione di energia spesa per il funzionamento interno del motore stesso. Esso è sempre inferiore al rendimento termodinamico, il rendimento (non misurato, ma calcolato) per un motore identico considerato "ideale", cioè privo di dissipazione energetica interna.
In particolare, il rendimento dei motori termici dipende strettamente dalla temperatura iniziale e finale del loro ciclo, e per un dato salto di temperatura (∆T sarà comunque minore di quello del ciclo di Carnot allo stesso ∆T). La gran parte dei motori di uso comune è di tipo alternativo e/o rotativo, e produce lavoro sotto forma di una coppia o una forza su un asse; altri producono soltanto una forza lineare.

### Disposizione
Il motore può avere disposizione:
- Longitudinale, quando il motore è disposto perpendicolarmente all'albero finale di rotazione che aziona o più in generale è parallelamente/assialmente allo spostamento lineare generato da esso
- Trasversale, quando il motore è disposto parallelamente all'albero finale di rotazione che aziona o più in generale è perpendicolare allo spostamento lineare generato

### Dispositivi di controllo

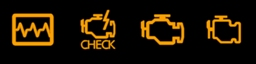
Diversi simboli di autodiagnosi

I motori termici, soprattutto quelli destinati al trasporto (auto, camion e moto), hanno più dispositivi di controllo per segnalare le diverse anomalie, tra cui:
- Autodiagnosi, serve per indicare eventuali avarie del motore di varia natura.
- Temperatura, controlla la temperatura massima, indicando quando si supera la soglia massima di funzionamento.
- Olio, questa spia può avere significati diversi in base al tipo del motore, ma generalmente indica un livello non corretto dell'olio nella relativa vaschetta, un problema nella pressione o una cattiva qualità dello stesso.

## Classificazione

### Motore termico

#### Motore a combustione interna

Motore rotativo

Motore Bourke

Motore a pistoni opposti

- Motori volumetrici (il fluido motore agisce in maniera intermittente) (Motore a pistoni)
  - movimento alternativo
    - Motore ad accensione comandata, detto anche motore a scoppio (vedi anche ciclo Otto e carburazione)
    - Motore ad accensione spontanea o Motore Diesel (vedi anche ciclo Diesel e motore a iniezione)
    - Motore NEVIS (Ciclo Bortone), si caratterizza per l'assenza dell'uso della biella, sostituita da un sistema camma[1]
    - Motore Bourke
    - Motore stellare, in passato applicato sugli aerei ad elica
    - Motore a 6 fasi isovolumetrico, si caratterizza per l'assenza dell'uso della biella, sostituita da un sistema camma[2]
    - Motore a pistoni opposti
    - Motore a pistoni oscillanti
    - Motore assiale

  - movimento rotativo
    - Motore Wankel
    - Quasiturbina
    - Motore trochilico
    - Motore toroidale
    - Motore Britalus

  - Ciclo termico
    - Motore a due tempi
    - Motore a quattro tempi
    - Motore ibrido a due/quattro tempi
    - Diesotto
    - Motore a cinque tempi[3][4]
    - Motore a sei tempi
    - Motore a sette tempi, tipo di motore mai applicato nella realtà

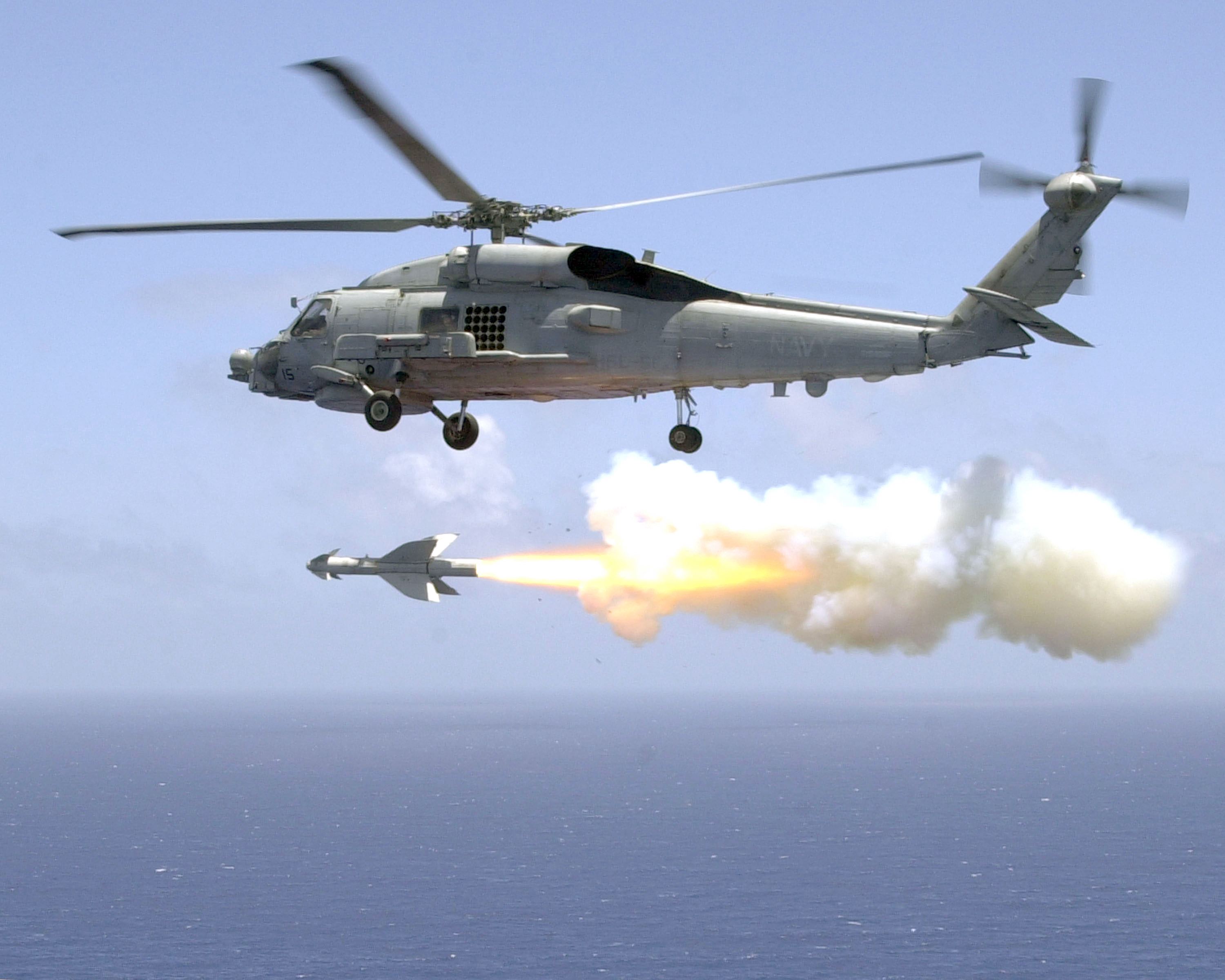
Motore a getto

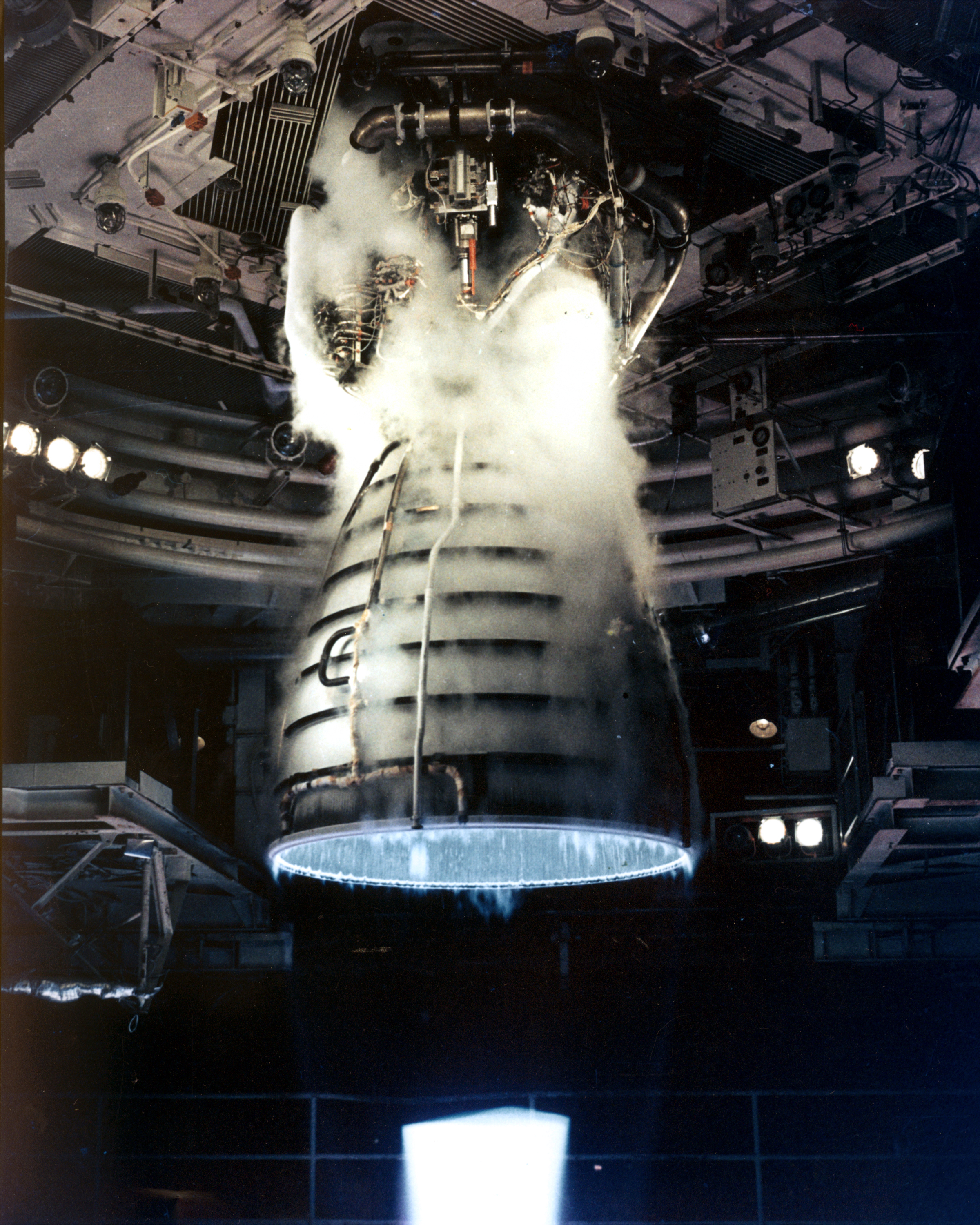
Motore a razzo dello Space Shuttle

- Motori continui (il fluido motore agisce in maniera continua)
  - Motore a reazione
    - Motore a getto (anche detto esoreattore, utilizzo dell'aria esterna come comburente)
      - Motoreattore
      - Turboreattore
        - Turboventola (o turbofan)
        - turboalbero
        - Turboelica (o turboprop)
        - propfan

      - Statoreattore
      - Pulsoreattore
      - Motore a getto preraffreddato

    - Motore a razzo (anche endoreattore, comburente interno)
      - Motore a razzo chimico
        - Aerospike

      - Reazione non chimica
        - Motore a ioni
        - Motore a fotoni
        - Motore al plasma
        - Motore nucleare

- In base a posizione
  - Motore anteriore
  - Motore posteriore
  - Motore posteriore-centrale

#### Motore a combustione esterna

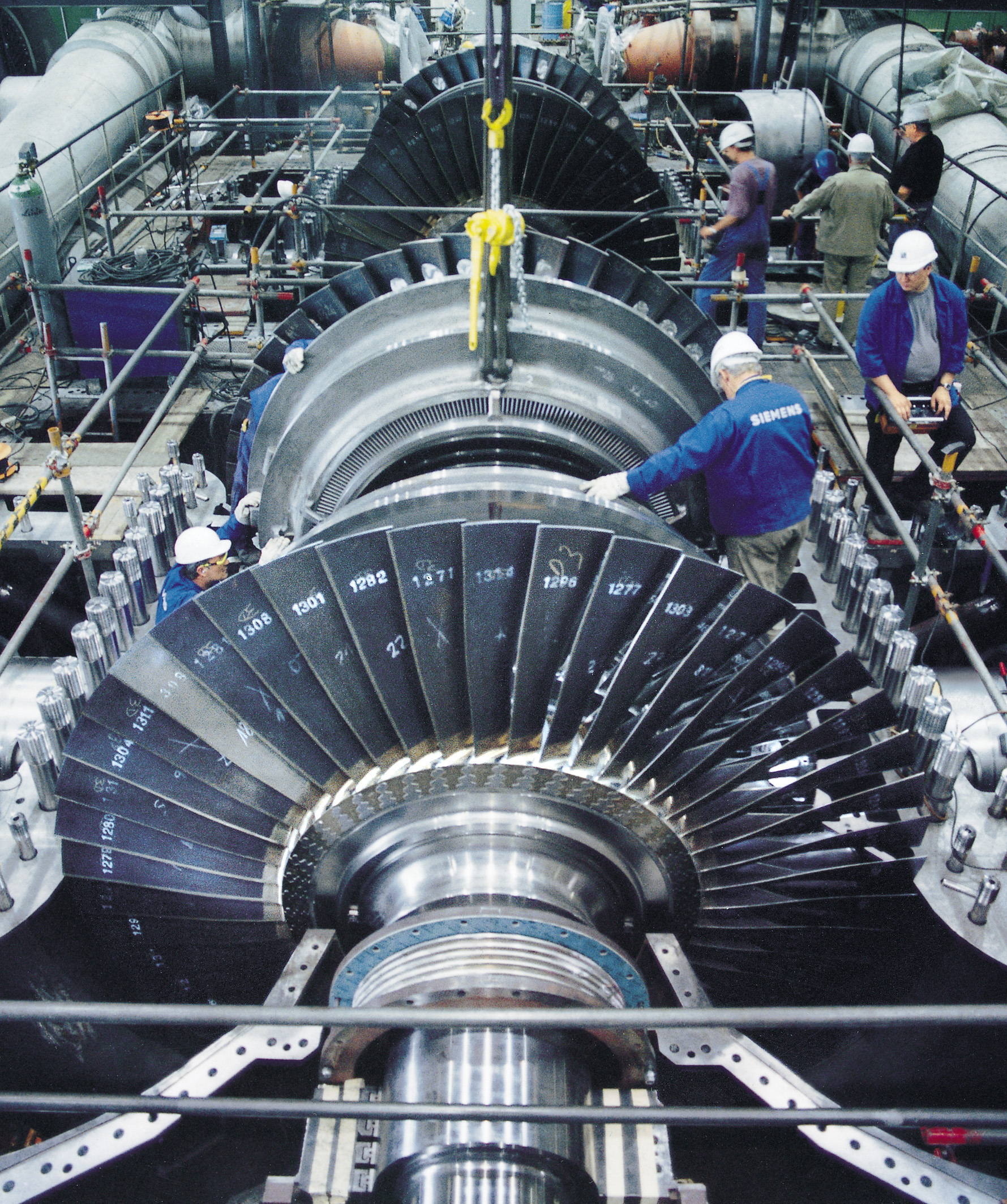
Turbina a vapore

- Motore a vapore (vedi anche ciclo Rankine)
  - Motore alternativo a vapore
  - Turbina a vapore
- Motore Stirling
- Motore rotativo a combustione esterna

### Motore elettrico

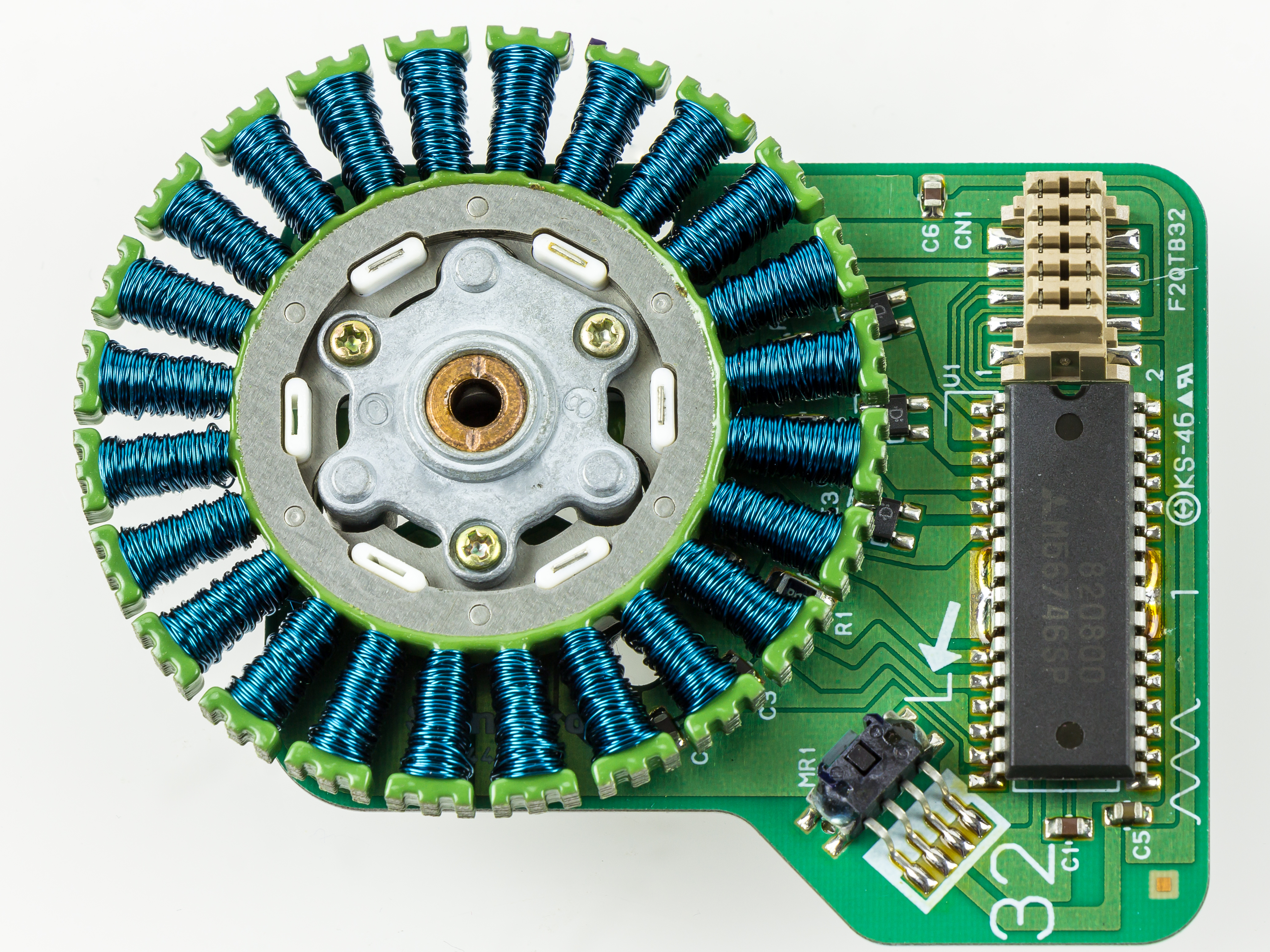
Motore elettrico

- Motore in corrente continua
  - Motore brushless
  - Motore passo passo
- Motore in corrente alternata
  - Motore sincrono brushless
  - Motore sincrono
  - Motore asincrono
  - Motore monofase
  - Motore trifase

### Altri tipi di motori
- Cella a combustibile
- turbina idraulica
- motore ad aria compressa
- motore a molla
- motore molecolare (ambito biologico invece che meccanico)
- motore idraulico a ingranaggi esterni

## Sostituzione motorizzazione o alimentazione
I veicoli che hanno una specifica motorizzazione, come quella termica come il motore alternativo, possono in molti casi adottare una seconda alimentazione, come il metano o GPL, oppure è possibile sostituire il motore ripristinando la motorizzazione originale o utilizzando un motore compatibile, oppure sostituire il motore e sistema d'alimentazione per convertire il veicolo, come avviene nel retrofit, quindi aggiornare un veicolo utilizzando soluzioni più recenti.

Ogni azione di conversione e retrofit è normata, con opportunità differenti per ogni nazione, le quali possono essere aggiornate e riviste nel tempo.

## Unità motore
Generalmente i veicoli, in particolar modo gli autoveicoli hanno un unico motore per la trazione in particolar modo se di tipo termico, con poche eccezioni e generalmente relegati al mondo delle competizioni, come nel caso del Volkswagen Golf II Pikes Peak del 1987 e della Suzuki Cultus Pikes Peak del 1992, ma con l'avvento dei moderni veicoli ibridi e dei rinnovati veicoli elettrici il numero di motori può arrivare tranquillamente a 4 unità motrici.